# Exocentrus neopomerianus
Exocentrus neopomerianus là một loài bọ cánh cứng trong họ Cerambycidae.